# 约翰斯敦 (宾夕法尼亚州)
约翰斯敦（英語：Johnstown）是宾夕法尼亚州坎布里亚县的一个城市，位于阿尔图纳的西南偏西和匹兹堡以东56英里（90公里）处。2010年人口普查时人口为20,978，2020年的人口为18,411。2024年人口为17,950，位列宾夕法尼亚州第123大城市，也是宾夕法尼亚州约翰斯敦大都会统计区的主要城市，该都会区包括该市所在的坎布里亚县和南边的萨默塞特县。它也是宾夕法尼亚州约翰斯敦-萨默塞特联合统计区的一部分，包括坎布里亚县和萨默塞特县。

## 历史

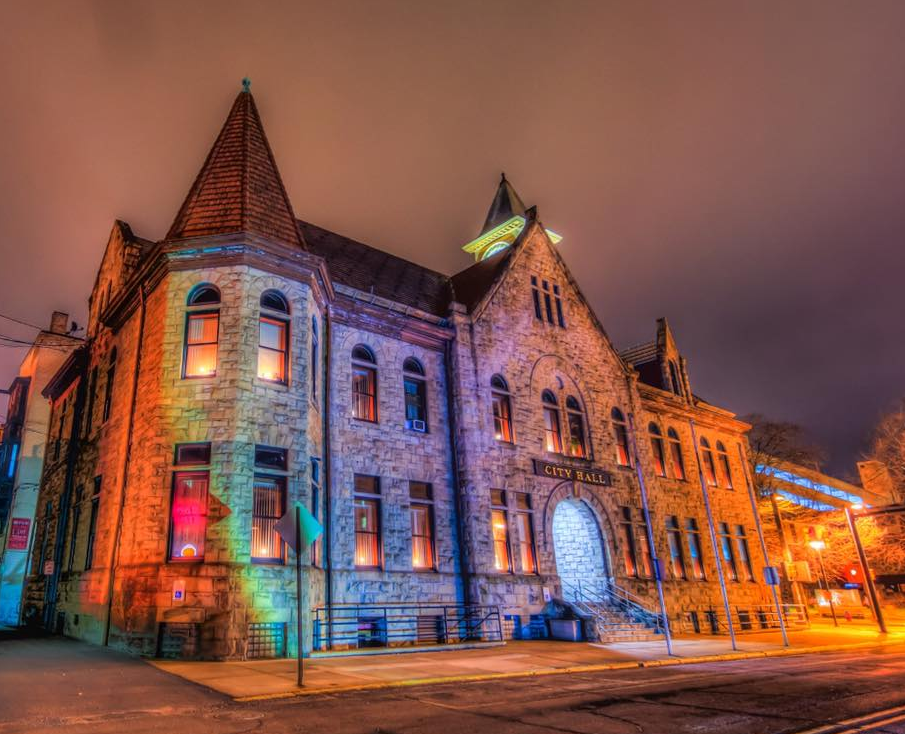
约翰斯顿市政厅

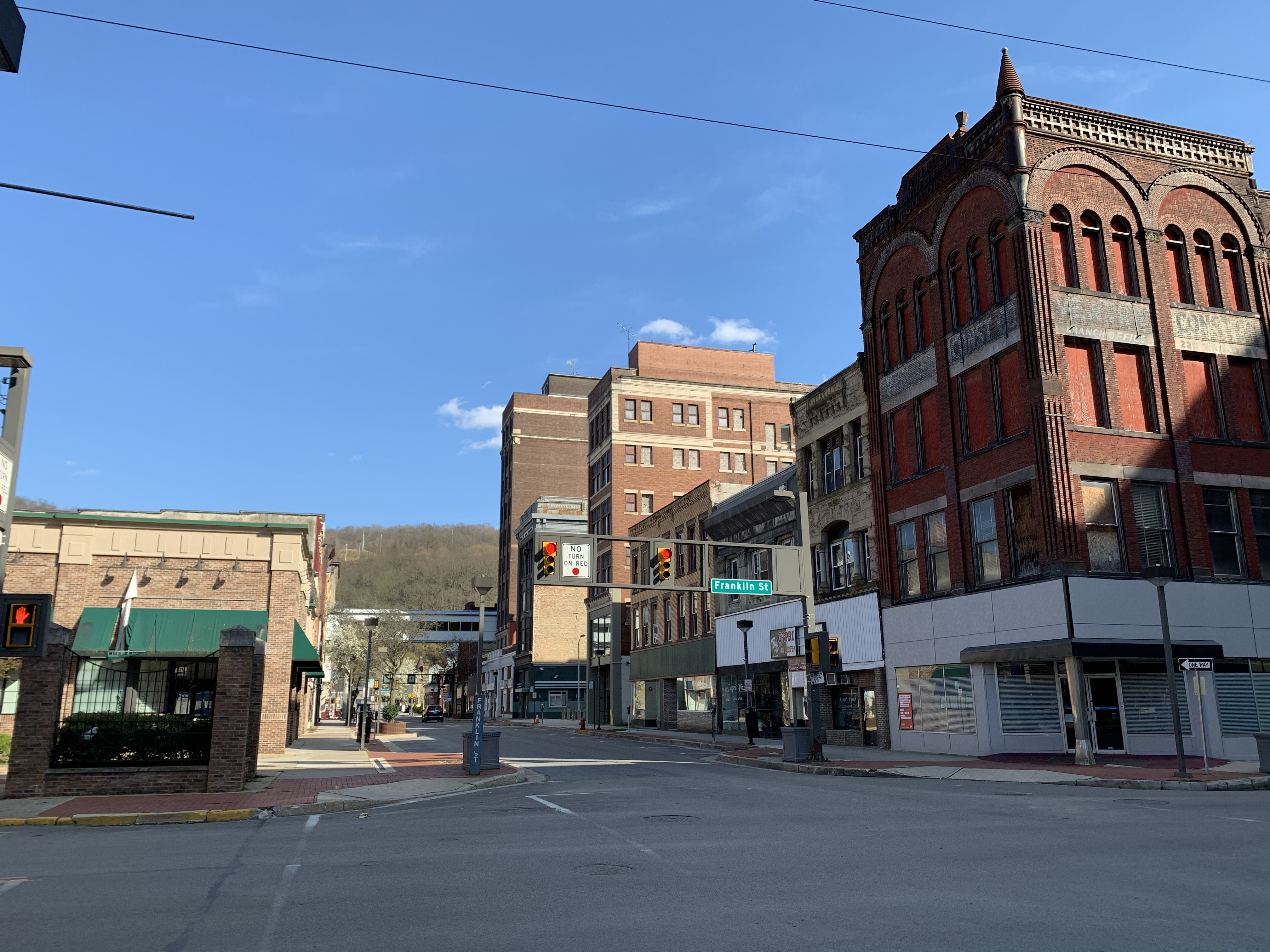
上主街

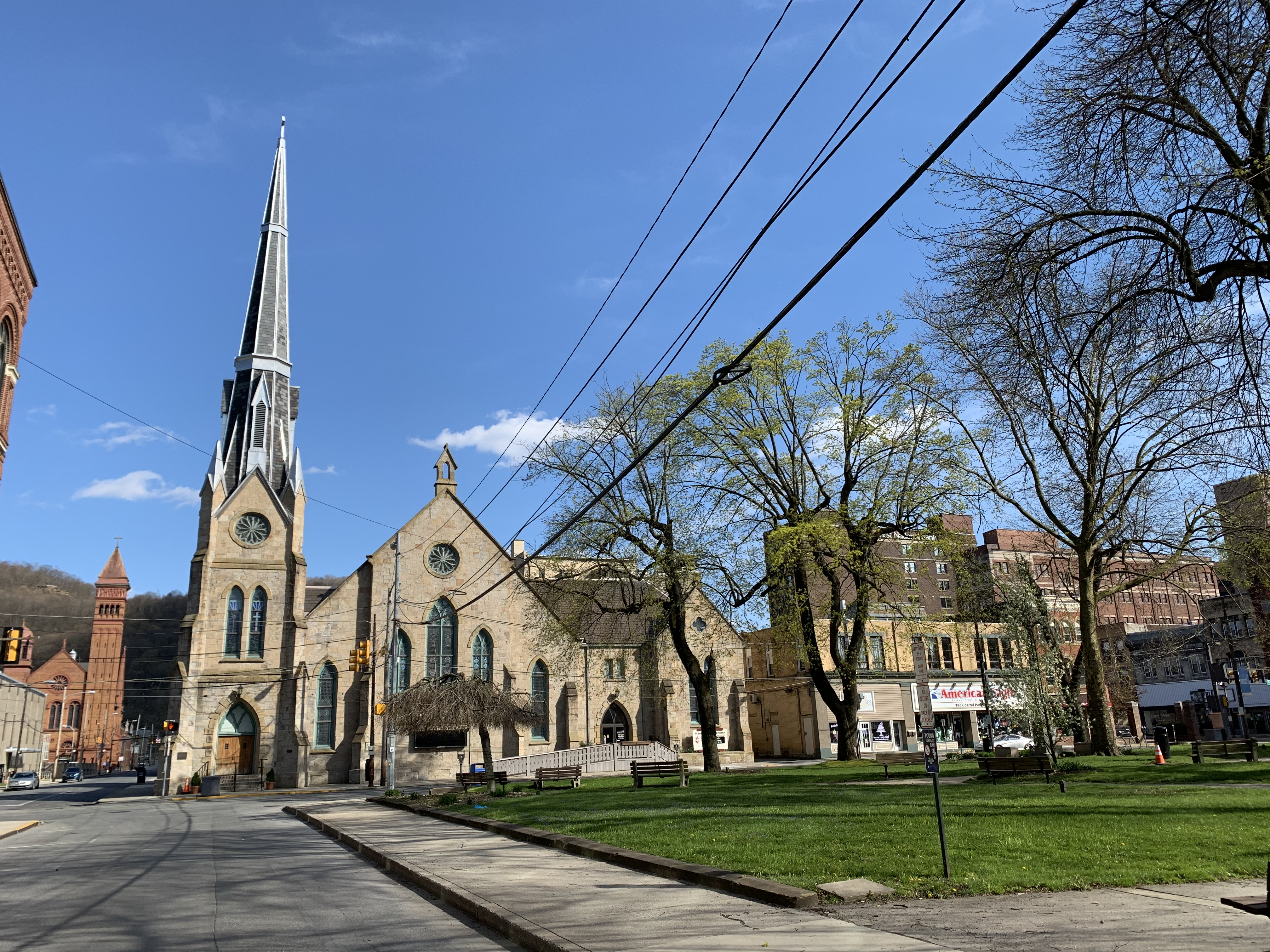
在三次大洪灾中幸存下来的历史悠久的富兰克林街联合卫理工会教堂

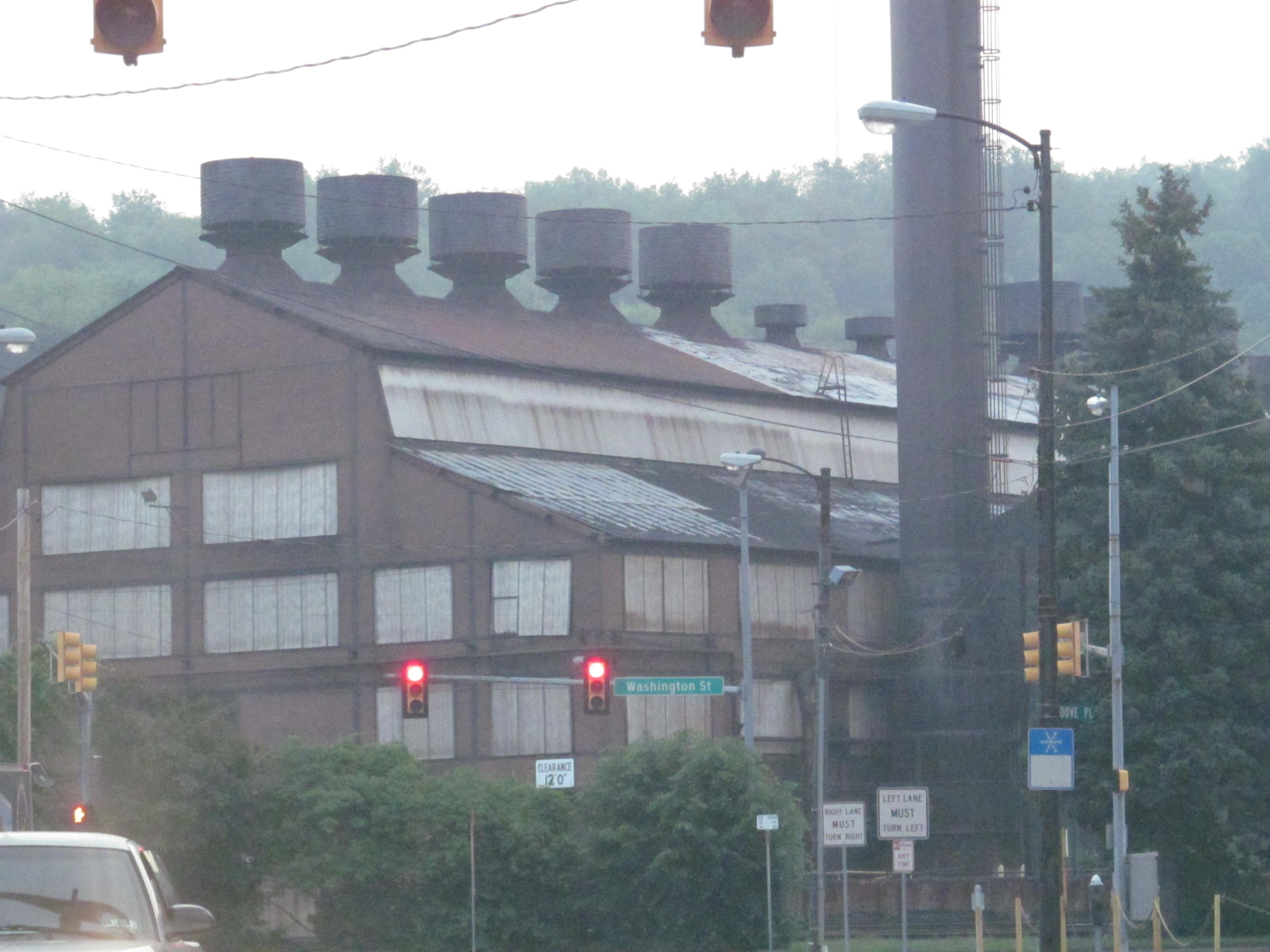
约翰斯顿市中心一座钢铁厂厂房

约翰斯敦的前身定居点建立于1770年，历史上曾经历过三次大洪水。1889年5月31日的约翰斯敦洪水发生在大雨期间，南福克大坝在城市上游14.1英里（22.7公里）处坍塌。洪水和随后席卷废墟的大火导致至少2,209人死亡。1936年发生了另一场大洪水。尽管富兰克林·德拉诺·罗斯福总统做出了承诺为了使这座城市免于洪水，以及随后的河道拓宽和河岸加固工作，1977年还是发生了另一场大洪水。1977年的洪水发生在本应是一个“无洪水”的城市，这次洪水可能导致约翰斯敦随后的人口下降和无法吸引新的居民和企业。
在成为独立城镇之前，宾夕法尼亚州温德伯被认为是该城市的一部分。
该市拥有五个国家历史街区：约翰斯敦市中心历史街区、坎布里亚市历史街区、米纳斯维尔历史街区、莫克瑟姆历史街区和科内莫老区历史街区。国家史迹名录上的个别名录是共和大厅的大军、坎布里亚钢铁公司、坎布里亚公共图书馆大楼、约翰斯敦市的桥梁、内森百货公司和约翰斯敦倾斜铁路（又称“斜面飞机”）。

### 1790年代
Joseph Jahns 于1791年在这里建立了一个定居点，并以他的名字命名，这个地方很快就被规划为一个城镇。

### 1800–1900
1800年，瑞士德裔移民约瑟夫·约翰斯（原名约瑟夫·尚茨）将约翰斯敦正式命名为科内莫老城。该定居点最初被称为“Schantzstadt”，但很快就被英国化为约翰斯敦。该社区于1831年1月12日合并为科内莫自治市，但在1834年4月14日更名为约翰斯敦。从1834年到 1854年，该市是宾夕法尼亚干线运河沿线的港口和主要转运点。约翰斯敦位于运河西部支流的顶端，运河船只通过阿勒格尼港口铁路运过山脉并重新漂浮在这里，继续沿水路前往匹兹堡和俄亥俄河谷. 1842年，通过运河短暂访问约翰斯敦的最著名的乘客可能是查尔斯·狄更斯。到1854年，随着宾夕法尼亚铁路的建成，运河运输变得多余，因为该铁路横跨该州并连接了多个制造业中心（比如费城和匹兹堡以及多个俄亥俄河沿岸城市）。随着铁路的到来，这座城市的发展得到了改善。约翰斯敦成为宾夕法尼亚铁路干线的一个站点，并与巴尔的摩和俄亥俄州相连。铁路提供了该地区矿产财富的大规模开发。
铁、煤和钢铁很快成为约翰斯敦镇的中心产业。到1860年，约翰斯敦的坎布里亚钢铁公司成为美国领先的钢铁生产商，其产量超过了匹兹堡和克利夫兰的钢铁巨头。整个19世纪下半叶，约翰斯敦制造了全国大部分的铁丝网。约翰斯敦因美国西部对铁丝网的需求猛增而繁荣起来。成立20年后，Cambria Works是一家庞大的企业，在约翰斯敦占地 60 多英亩（24 公顷），拥有7000名员工。它在该地区拥有40000英亩（160平方公里）的宝贵矿区，这些矿区生产铁、煤和石灰石。
在1880年代，洪水几乎是山谷中一年一度的事件。1889年5月30日下午，在安静的阵亡将士纪念日仪式和游行之后，山谷开始下雨。第二天，街道出现内涝，有谣言称东北边山区的一座人工湖大坝可能会垮塌。事实确实如此，大坝垮塌后估计有2000万吨的水席卷过蜿蜒的峡谷，冲向约14英里（约23公里）外的约翰斯敦。短短10分钟之内约翰斯顿就遭到了严重破坏，大量房屋、教堂、沙龙、图书馆、火车站、路灯、溜冰场和两座歌剧院被埋在泥土和碎片之下。在当时大约 30,000 人口中，已知至少有 2,209 人在这场灾难中丧生。洪水期间发生大火的一个著名的地点是古老的宾夕法尼亚铁路石桥，位于Stonycreek河和小科内莫（Little Conemaugh）河汇合处形成了科内莫（Conemaugh）河。这座桥今天仍然屹立不倒。
1889年的约翰斯敦洪水使美国红十字会成为美国最杰出的紧急救援组织。当时67岁的创始人克拉拉·巴顿（Clara Barton），带着50名医生和护士来到约翰斯敦，为无家可归者设立了帐篷医院和临时“旅馆”，并在此逗留了五个月，以协调救援工作。
当地的工厂在一个月内恢复运营。坎布里亚工厂发展壮大，约翰斯敦变得比以往任何时候都更加繁荣。灾难并没有摧毁社区，而是加强了它。后人吸取了1889年洪灾的经验教训，为了避免行政机构效率低下以及难以统筹各区域资源，在将六个周边行政区合并后于1890年4月7日建立了城市行政机关，约翰斯敦成为一个城市。

### 20世纪
20世纪初，城市人口达到6.7万人。该市第一个商业广播电台WJAC于 1925 年开始播出。市中心拥有至少五家主要百货公司，其中包括Glosser Brothers，在1950年代，它诞生了Gee Bee百货连锁店。然而1936年的圣帕特里克节洪水加上大萧条的影响让约翰斯敦再次陷入困境，但这只是暂时的。约翰斯敦的市民动员起来，寻求永久解决洪水问题，他们写信给富兰克林·罗斯福总统，请求联邦援助。从1938年8月开始，在接下来的五年中，美国陆军工程兵团挖凿、加宽、加深和重新调整该市9.2英里（约14.8公里）的河道，并将河岸用混凝土和钢筋包裹起来。在商会组织的一项活动中，成千上万的约翰斯敦市民写信给全国各地的亲友，希望为该镇带来新的业务。
职业冰球队伍进驻了约翰斯敦，从1941年开始在约翰斯敦蓝鸟队效力一个赛季，并于1950年回归约翰斯敦喷气机队。喷气机队后来于1951年11月20日举办了一场对阵莫里斯理查德和蒙特利尔加拿大人队的表演赛。该镇的新来者几乎没有听说过那几场灾难性的大洪水。约翰斯敦宣称该市“没有发生洪水”，当约翰斯敦几乎是宾夕法尼亚州唯一一个在1972年飓风艾格尼丝期间没有洪水的河畔城市时，这种感觉更加强烈。

### 2000年代
2003年，美国人口普查数据显示，约翰斯敦是美国最不可能吸引新移民的城市。然而，以前由当地制造业和服务业经济提供的相对薄弱的机会最近开始蓬勃发展，吸引了外来者。西班牙风能公司Gamesa Corporación Tecnológica于 2006 年在这里附近开设了第一家美国风力涡轮机叶片制造工厂，随后于2014年关闭。几台风力涡轮机位于“东部大陆分水岭”的巴布科克山脊上，沿着坎布里亚和萨默塞特的县边界。洛克希德·马丁公司于2008年将一家工厂从南卡罗来纳州格林维尔迁至约翰斯敦。瑞典粉末金属制造商Höganäs AB在该地区经营着两家工厂，一家位于该市的Moxham区，另一家位于萨默塞特县附近的Hollsopple。Concurrent Technologies Corporation、DRS Laurel Technologies、ITSI Biosciences、Kongsberg Defense等整个地区的公司都在为自己开展业务。最近在周边地区、市中心和邻近的克恩维尔社区进行了建设——包括一个新的100,000平方英尺（约9300平方米）的区域技术综合体，该综合体将容纳诺斯罗普·格鲁曼公司的一个部门，以及其他租户——表明约翰斯敦的经济对美国政府国防预算的依赖程度越来越高。高科技国防工业现在是约翰斯敦经济的主要非医疗保健主食，该地区每年从联邦政府合同中获得超过 1 亿美元的收入，其中不乏美国首屈一指的国防贸易展之一，商业年度展示会。
约翰斯敦仍然是一个地区性的医疗、教育、文化和通讯中心。与许多其他地区一样，医疗保健提供了该市很大比例的就业机会。该地区位于“健康带”的中间，从中西部延伸到新英格兰和东海岸，该地区的医疗保健行业取得了巨大的增长。主要的医疗保健中心包括纪念医疗中心和温德伯医疗中心、劳雷尔高地神经康复中心和约翰·P·穆尔塔神经科学和疼痛研究所，在治疗受伤退伍军人方面取得了进展，乔伊斯·穆尔塔乳房护理中心专注于早期诊断和先进的治疗。
匹兹堡大学约翰斯敦分校和宾夕法尼亚高地社区学院吸引了数千名学生来到他们位于约翰斯敦以东5英里（8公里）的Richland的毗邻校园。Cambria-Rowe商学院位于约翰斯敦的莫克瑟姆区，提供集中的职业培训，自1891年以来一直为约翰斯敦服务。帕斯奎拉表演艺术中心是匹兹堡大学约翰斯敦分校的音乐会/戏剧场地，吸引了高素质的表演者。约翰斯敦交响乐团最近成立的Johnstown Symphony Chamber Players提供古典音乐。约翰斯敦音乐会芭蕾舞团以历史悠久的坎布里亚城区为中心，为该地区提供古典芭蕾舞表演和培训。Pasquerilla 会议中心最近在市中心建成，毗邻拿破仑街326号历史悠久的坎布里亚县战争纪念竞技场。波因特体育场，一个棒球场，被夷为平地并重建。
约翰斯敦酋长队冰球队打了22个赛季，是联盟球队在一个城市停留时间最长的一次。酋长是ECHL的成员队，并且在坎布里亚县战争纪念竞技场打了他们的主场比赛。酋长队搬迁的决定引起了公众对曲棍球运动的极大兴趣。多达四个联盟有兴趣在战争纪念馆中拥有一支球队。最终，这座城市与另一支 ECHL 球队惠灵钉枪队达成协议，他们在战争纪念馆打了两个赛季的部分比赛。2012年，一名全职租户抵达，当时北美初级曲棍球联盟的约翰斯敦战斧队开始比赛。
最近在约翰斯敦成立的ART WORKS！在该地区一些具有重要建筑意义但未充分利用的工业建筑中设有艺术家工作室。Johnstown的ART WORKS项目预计将成为一座获得LEED认证的非营利性绿色建筑。Frank & Sylvia Pasquerilla遗产探索中心于2001年开放，常设展览“美国：通过移民的眼睛”，讲述工业革命期间移民到该地区的故事。2009年6月，遗产探索中心开设了约翰斯敦儿童博物馆，并首映了一部详细介绍约翰斯敦钢铁历史的电影《钢铁之谜》。Bottleworks Ethnic Arts Centre、ART WORKS 和 Heritage Discovery Center 位于历史悠久的坎布里亚市镇区，这里拥有各种东欧民族教堂和社交大厅。这个街区在1990年代初举办了三年的全国民俗节，后来扩展到洪水城音乐节。约翰斯敦还在6月的第四周举办了一年一度的Thunder in the Valley摩托车拉力赛。该活动吸引了来自东北各地的摩托车手自1998年以来一直到约翰斯敦市。超过20万名参与者参加了2008年版的“Thunder in the Valley”活动，并且该活动的规模不断扩大。
随着人口离开城市范围并集中在郊区自治市镇和乡镇，人们已经做出了重大努力来处理不断恶化的住房、棕地、毒品问题和其他问题。约翰斯敦消防局已成为在紧急救援服务之间开发互通系统的领导者，现在是避免在2001年911袭击期间许多紧急救援人员面临的通信问题的方法的全国模范。
二战后的那几年标志着约翰斯敦作为钢铁制造商和制造商的顶峰。在鼎盛时期，钢铁为约翰斯敦人提供了13000多个全职、高薪工作。然而，国内外竞争的加剧，加上约翰斯敦与五大湖西部主要铁矿石来源的相对距离，导致盈利能力稳步下降。新的资本投资减少。约翰斯敦的山区地形，以及由此导致的工厂实体工厂的布局不佳，沿着11英里（18公里）的河底土地，使问题更加复杂。
EPA在 1970 年代下达的新法规也对约翰斯敦造成了冲击，老化的坎布里亚工厂（现为伯利恒钢铁公司）尤其严苛。然而，在钢铁公司的鼓励下，城市之父组织了一个名为约翰斯敦地区区域工业(JARI)的协会，并在一年内为该地区的工业发展筹集了300万美元。伯利恒钢铁公司是该基金的主要捐助者，承诺将新的炼钢技术带到约翰斯敦，因为他们对该市自身的多元化努力印象深刻。
1977 年洪水造成的广泛破坏非常严重，有传言称该公司将撤离。这座城市再次获得了公司高层的缓刑，由于其历史和声誉，他们一直对约翰斯敦特别喜爱。随着越来越多的联邦环境法规越来越难以遵守，制造设施老化的问题变得越来越严重，随着钢铁公司开始关闭全国各地的工厂，到 1982 年，约翰斯敦似乎已经用尽了它的吸引力。到 1990 年代初，约翰斯敦放弃了大部分钢铁生产，尽管一些有限的制造工作仍在继续。

## 地理
约翰斯敦位于坎布里亚县西南部，40°19′31″N 78°55′15″W / 40.32528°N 78.92083°W（40.325174，-78.920954）。
根据美国人口普查局的数据，该市总面积为6.1平方英里（15.8平方公里），其中陆地面积为5.9平方英里（15.3平方公里），0.19平方英里（0.5平方公里），即总面积的3.25%是水。科内莫河在其支流斯托尼克里克河和小科内莫河的交汇处位于约翰斯敦市中心附近。

### 社区
约翰斯敦市分为许多街区，每个街区都有自己独特的民族风情。其中包括市中心商业区、克恩维尔、霍纳斯敦、罗克斯伯里、老科内莫自治市镇、展望区、伍德维尔、米纳斯维尔、坎布里亚城、莫雷尔维尔（西区）、奥克赫斯特、库珀斯代尔、胡桃林、莫克瑟姆和第 8 区。在 1900 年之前，宾夕法尼亚州温德伯镇是约翰斯敦的郊区，直到其成立。

#### 郊区
西山：Westmont、Southmont、Brownstown、Ferndale、Upper Yoder Township和Lower Yoder Township
东山：Richland Township、Geistown、Windber、Lorain和Stonycreek Township。
戴尔自治市镇是位于约翰斯敦市内的一块飞地，位于霍纳斯敦和胡桃林之间的城市东南侧。
北部：East Conemaugh、Franklin、Daisytown，以及West Taylor、Middle Taylor和East Taylor乡镇。
城市周围的其他地区包括Ferndale、Seward、Jackson Township、South Fork、Salix、Beaverdale、Sidman、St. Michael、Dunlo、Wilmore、Elton和Summerhill。

### 气候
| Johnstown                               | Johnstown | Johnstown | Johnstown | Johnstown | Johnstown  | Johnstown  | Johnstown | Johnstown | Johnstown | Johnstown | Johnstown | Johnstown | Johnstown     |
| 月份                                    | 1月       | 2月       | 3月       | 4月       | 5月        | 6月        | 7月       | 8月       | 9月       | 10月      | 11月      | 12月      | 全年          |
| --------------------------------------- | --------- | --------- | --------- | --------- | ---------- | ---------- | --------- | --------- | --------- | --------- | --------- | --------- | ------------- |
| 历史最高温 °F（°C）                     | 80 (27)   | 77 (25)   | 86 (30)   | 95 (35)   | 99 (37)    | 102 (39)   | 104 (40)  | 103 (39)  | 104 (40)  | 94 (34)   | 83 (28)   | 76 (24)   | 104 (40)      |
| 平均高温 °F（°C）                       | 32 (0)    | 34 (1)    | 43 (6)    | 57 (14)   | 66 (19)    | 74 (23)    | 78 (26)   | 76 (24)   | 68 (20)   | 58 (14)   | 46 (8)    | 35 (2)    | 56 (13)       |
| 平均低温 °F（°C）                       | 18 (−8)   | 20 (−7)   | 28 (−2)   | 38 (3)    | 47 (8)     | 56 (13)    | 60 (16)   | 59 (15)   | 51 (11)   | 41 (5)    | 33 (1)    | 22 (−6)   | 39 (4)        |
| 历史最低温 °F（°C）                     | −20 (−29) | −17 (−27) | −2 (−19)  | 9 (−13)   | 23 (−5)    | 33 (1)     | 39 (4)    | 32 (0)    | 25 (−4)   | 19 (−7)   | 1 (−17)   | −15 (−26) | −20 (−29)     |
| 平均降水量 （mm）                       | 2.88 (73) | 2.35 (60) | 3.29 (84) | 3.59 (91) | 4.53 (115) | 4.06 (103) | 3.85 (98) | 3.80 (97) | 3.42 (87) | 3.06 (78) | 3.70 (94) | 2.57 (65) | 41.11 (1,044) |
| 来源：NOAA-NWS State College, PA Office |           |           |           |           |            |            |           |           |           |           |           |           |               |

## 人口
| 调查年                              | 人口   | 备注 | %±     |
| ----------------------------------- | ------ | ---- | ------ |
| 1840                                | 949    |      | —      |
| 1850                                | 1,269  |      | 33.7%  |
| 1860                                | 4,185  |      | 229.8% |
| 1870                                | 6,028  |      | 44.0%  |
| 1880                                | 8,380  |      | 39.0%  |
| 1890                                | 21,805 |      | 160.2% |
| 1900                                | 35,936 |      | 64.8%  |
| 1910                                | 55,482 |      | 54.4%  |
| 1920                                | 67,327 |      | 21.3%  |
| 1930                                | 66,993 |      | −0.5%  |
| 1940                                | 66,668 |      | −0.5%  |
| 1950                                | 63,232 |      | −5.2%  |
| 1960                                | 53,949 |      | −14.7% |
| 1970                                | 42,476 |      | −21.3% |
| 1980                                | 35,496 |      | −16.4% |
| 1990                                | 28,134 |      | −20.7% |
| 2000                                | 23,906 |      | −15.0% |
| 2010                                | 20,978 |      | −12.2% |
| 2020                                | 18,411 |      | −12.2% |
| U.S. Decennial Census 2018 Estimate |        |      |        |

### 2020年人口普查
| 种族                       | 人口   | 占比   |
| -------------------------- | ------ | ------ |
| 白人 (非西语裔)            | 12,295 | 66.8%  |
| 黑人 (非西语裔)            | 3,747  | 20.4%  |
| 美洲原住民 (非西语裔)      | 27     | 0.1%   |
| 亚裔 (非西语裔)            | 78     | 0.4%   |
| 太平洋岛原住民 (非西语裔)  | 9      | 0.0%   |
| 其他种族 (非西语裔)        | 88     | 0.5%   |
| 混血/多族裔身份 (非西语裔) | 1,394  | 7.6%   |
| 西语裔或拉丁裔             | 773    | 4.2%   |
| 总计                       | 18,411 | 100.0% |

### 2010年人口普查
截至2010年人口普查，全市共有20978人、9917户、5086户。人口密度为每平方英里3555.6人（1371.1人/平方公里）。市内有11978个住房单元，平均密度为每平方英里2030.2个（782.9个/平方公里）。该市的种族构成为：80.0%白人、14.6%非洲裔美国人、0.2%美洲原住民、0.2%亚裔、0.02%太平洋岛民、0.7%其他种族和4.3%来自两个或更多种族。任何种族的西班牙裔或拉丁裔占人口的3.1%。在截至 2010年的三年期间，估计有22.3%的人口是德国人、15.8%的爱尔兰人、12.9%的意大利人、7.7%的斯洛伐克人、6.7%的英语、5.6%的波兰人和 6.1%的美国人祖先。
2010年人口普查显示城内共有9917户家庭，其中22.0%有18岁以下的子女同住，28.5%的户主为已婚夫妇，17.1%的户主为女户主，48.7%的户主没有家庭。在所有家庭中，43.0%由个人组成，17.9%为65岁或以上的独居者。平均家庭人数为2.08，平均家庭人数为2.87。
年龄分布为18岁以下21.7%、18至24岁为8.4%、25至44岁为24.4%、45至64岁为27.9%，65岁或以上为18.5%。中位年龄为41.8岁。每100名女性中有87.9名男性。每100名18岁及以上的女性对应有84.5名男性。
在 2011-2013 年期间，该市一户（Household）的年收入中位数估计为 23,785 美元，一个家庭（Family）的年收入中位数为32221美元。男性全职工人的收入中位数为31026美元，女性为28858美元。该市的人均收入为15511美元。34.2%的人口和26.9%的家庭处于贫困线以下。在总人口中，55.0%的18岁以下人口和18.4%的65岁及以上人口生活在贫困线以下。
据报道，约翰斯顿市失业率平均为9%。大多数工作集中在医疗保健、国防、电话营销和零售业。

## 教育
学院：
匹兹堡大学约翰斯敦分校（UPJ），位于里奇兰镇市区外，该校是匹兹堡大学设立最早、规模最大的分校
宾夕法尼亚高地社区学院
基督救主神学院
中学教育：
大约翰斯敦学区为约翰斯敦、西泰勒镇、下约德镇和石溪镇的居民提供服务。该学区目前经营一所学前班、一所小学、一所中学、一所高中和一所网络学校。麦考特主教高中是一所私立天主教高中，为 7 至 12 年级的学生提供服务。
图书馆：
坎布里亚县图书馆位于248 Main Street。

## 经济

### 19世纪末的繁荣
早期约翰斯顿的经济和钢铁行业密切相关，因为该地临近铁路主干线，也很靠近煤矿和铁矿，加上美国东北部在19-20世纪中期是经济热点地区，钢铁需求量很大，所以约翰斯顿的经济构成以钢铁行业为主。

### 20世纪的衰退
由于约翰斯顿长期以来依靠利润丰厚的钢铁行业，该市的经济构成单一，钢铁行业占据了绝大多数的产出和岗位。1950年代以后，随着外国生产商的竞争增强（国外尤其是发展中国家的生产商往往没有严格的环保和劳工权益法规，也没有频繁的罢工，这降低了生产成本。同时很多快速发展的经济体也是发展中国家，所以钢铁厂会迁移到需求最大的地方），以及美国联邦政府在70年代出台的环保法规，美国国内的钢铁行业迅速外迁。类似于约翰斯顿这样的中小型钢铁产业城市没有足够的前瞻性和资金做出改变，加上钢铁产量的减少也减少了宾夕法尼亚州的煤矿开采（这对约翰斯敦的经济和就业很重要），城市的衰退不可避免也十分严重。1982年，约翰斯敦任职时间最长的市长小赫伯特·普富尔(Herbert Pfuhl Jr.) 表示，由于衰退，城市收入下降了大约35%。
由于企业外迁、钢铁厂倒闭，约翰斯顿的工作岗位迅速减少，尤其是各类高薪岗位（比如钢铁厂的技师、高水平工人和管理人员），加上郊区化带来的人口外迁，城市的消费能力迅速下滑，本地商业和企业出现倒闭潮，城市税基流失严重。而新企业、外来连锁企业等倾向于寻找郊区（不属于老城区辖区）的廉价土地和靠近中产阶级市场的地区设立企业区和工业区，老市区的衰退十分严重。

### 21世纪
约翰斯敦的经济后来有所恢复，主要是由于医疗保健和高科技国防工业，但据报道，它是2017年美国萎缩速度第三快的城市，2011-2017年间，横跨坎布里亚县的约翰斯敦都会区失去了 5.5% 的人口。尽管如此，在2018年，约翰斯敦还是被福布斯评为美国“最佳商业和职业小场所”第169位。

### 该地区的主要雇主包括：
美国红十字会
美国服务金融
Arthur J. Gallagher & Co.
大西洋宽带
伯克希尔哈撒韦公司——Penn Machine
并发技术公司
科内莫卫生系统中心
皇冠美国人
DRS技术
加利克
Höganäs AB
康斯伯格集团
洛克希德马丁公司
马丁-贝克
大都会人寿
诺斯罗普·格鲁曼公司
百事集团
扎米亚斯服务公司